# Bertrand Chamayou
Bertrand Chamayou (* 23. März 1981 in Toulouse) ist ein französischer Pianist.

## Leben
Chamayou besuchte das Konservatorium seiner Heimatstadt und ging mit 15 Jahren an das  Conservatoire de Paris. Maria Curcio in London, Murray Perahia und Leon Fleisher verbunden, wurde er durch Konzertreisen in Frankreich bekannt. Er spielte in Europa, Japan, Kanada und Hongkong, in Deutschland in München und bei den Festspielen Mecklenburg-Vorpommern. Kammermusik macht er mit Augustin Dumay, Renaud Capuçon und Gautier Capuçon.
2006 nahm Sony seine Études d’exécution transcendante von Franz Liszt auf. 2007 folgten das 2. Klavierkonzert von Camille Saint-Saëns, 2008 Mendelssohns Lieder ohne Worte und 2010 César Francks große Klavierwerke. Im Liszt-Jubiläumsjahr 2011 nahm Chamayou dessen monumentalen Klavierzyklus Années de pèlerinage auf.
2014 erschien sein erstes Album bei Warner Classics mit unter anderem Schuberts Wanderer-Fantasie.
Er ist Preisträger des Pariser Long-Thibaud-Wettbewerbs und des Krainew-Wettbewerbs in Charkow (1998).
Bei den Victoires de la musique classique wurde er 2011 zum »Instrumentalsolisten des Jahres« ernannt.

## Diskografie
- 2006: Franz Liszt, Douze études d'exécution transcendante (Sony)
- 2008: Felix Mendelssohn, Piano Pieces (Naïve)
- 2010: César Franck (Prélude, Choral et Fugue, Les Djinns, Variations symphoniques …) (Naïve)
- 2011: Franz Liszt, Intégrale des Années de pèlerinage (Naïve)
- 2014: Franz Schubert, Wanderer Fantaisie, Klavierstücke D946, Litanei, Allegretto D915 … (Erato)
- 2015: The Chopin Album, mit Sol Gabetta (Sony)
- 2016: Ravel : Complete Works for Solo Piano (Erato)
- 2017: Debussy : Musique de Chambre, mit Renaud Capuçon, Edgar Moreau, Gérard Caussé, Emmanuel Pahud und Marie-Pierre Langlamet (Erato)
- 2018: Saint-Saëns: Concertos pour piano N°2 & 5 (Warner)
- 2023: Letter(s) to Erik Satie (Warner)